# Ковалювка (Мазовецьке воєводство)
Ковалювка (пол. Kowalówka) — село в Польщі, у гміні Анджеєво Островського повіту Мазовецького воєводства.
Населення — 138 осіб (2011).
У 1975—1998 роках село належало до Ломжинського воєводства.

## Демографія
Демографічна структура станом на 31 березня 2011 року:
|          | Загалом | Допрацездатний вік | Працездатний вік | Постпрацездатний вік |
| -------- | ------- | ------------------ | ---------------- | -------------------- |
| Чоловіки | 71      | 16                 | 42               | 13                   |
| Жінки    | 67      | 15                 | 34               | 18                   |
| Разом    | 138     | 31                 | 76               | 31                   |